# 2012 en Égypte
Chronologie de l'Égypte
- 2008
- 2009
- 2010
- 2011
- 2012
- 2013
- 2014
- 2015
- 2016

Cet article présente les faits marquants de l'année 2012 en Égypte.

## Évènements
- 3 et 10 janvier : troisième étape des élections législatives.
- 1er février : émeute du stade de Port-Saïd qui se déroule en marge d'un match de championnat d'Égypte de football opposant le club d'Al Masry, basé à Port-Saïd, à celui d'Al Ahly SC, basé au Caire. Au moins 72 personnes décèdent après que de nombreux supporteurs locaux aient pris d'assaut les tribunes du stade et le terrain après la victoire (3-1) de leur club. Il s'agit de l'incident le plus meurtrier de l'histoire du football égyptien. De nombreuses personnes décèdent piétinées dans les bousculades, mais aussi poignardées ou à la suite de chutes des gradins.

- 23-24 mai et 16-17 juin : élection présidentielle, Mohamed Morsi est élu.

Mohamed Morsi.

- 5 août : attaque contre un poste-frontière entre l’Égypte et Israël en 2012. C'est une attaque perpétrée par 35 militants palestiniens qui ont tué 16 garde-frontières égyptiens et se sont emparés de deux véhicules blindés égyptiens pour attaquer le point de passage de Kerem Shalom à l'intersection des frontières de Gaza, de l'Égypte et d'Israël afin de pénétrer sur le territoire israélien pour y commettre des attaques. Il s'agit de l'incident le plus meurtrier à la frontière du Sinaï entre les deux pays depuis les accords de paix israélo-égyptiens de 1979. L'attaque a eu lieu alors que les gardes-frontières égyptiens rompaient le jeûne du ramadan. Un haut responsable égyptien de la sécurité a accusé des jihadistes venus de la bande de Gaza voisine d'être responsables de l'attaque. L'objectif de cette attaque était de créer « un effet de choc » tant en Israël qu'en Égypte afin de provoquer un chaos régional causé par l'embrasement des frontières entre les deux pays et celles avec Gaza provoquant la rupture des relations israélo-égyptiennes et la déstabilisation du régime égyptien.
- 15 et 22 décembre : référendum constitutionnel pour adopter la Constitution de 2012.

## Culture

### Cinéma
- Après la bataille
- L'Attentat (film, 2012)
- La Vierge, les Coptes et moi...

## Sport
- Égypte aux Jeux olympiques d'été de 2012

### Aviron
- Championnats d'Afrique d'aviron 2012

### Football
- Championnat d'Égypte de football 2011-2012

### Squash
- El Gouna International 2012

### Tennis de table
- Championnats d'Afrique de tennis de table 2012